# Adrien Silva
Adrien Sebastian Perruchet Silva (født 15. marts 1989 i Angoulême, Frankrig), er en fransk-portugisisk professionel fodboldspiller, som spiller for Leicester City i England. Han er en defensiv midtbanespiller. Tidligere har han spillet i hjemlandet for Sporting Lissabon.
Silva spiller desuden for Portugals landshold og var med i truppen til både EM 2016 i Frankrig og VM 2018 i Rusland.